# AROS – Uppsalas Akademiska Militärsällskap
AROS - Uppsalas Akademiska Militärsällskap  även kallat AROS Uppsala, eller bara AROS, är en studentförening för studenter med militär bakgrund  vid Uppsala universitet, SLU och övriga högre lärosäten i Uppsala. Namnet AROS är ursprungligen en förkortning för "Akademiska Reservofficerssällskapet i Uppsala" men sedan 2022 års nystart är sällskapets medlemmar en blandning av officerare, soldater och tidigare värnpliktiga som studerar i Uppsala. Föreningen grundades ursprungligen 1979 och har som mål att stärka gemenskapen bland medlemmar med intresse för försvar och säkerhet samt att bevara och främja militärtraditioner inom den akademiska världen. Efter en längre tids inaktivitet återstartades föreningen 2022 och fungerar idag som en mötesplats för nätverkande, kunskapsutbyte och gemensamma aktiviteter för sina medlemmar.

## Historia
AROS (tidigare Akademiska reservofficersällskapet i Uppsala) grundades år 1979 av reservofficerare som var verksamma inom den akademiska världen i Uppsala och ville upprätthålla kontakten med Försvarsmakten under sin akademiska karriär. Under flera decennier var AROS en aktiv del av studentlivet i Uppsala, men föreningen blev inaktiv 2010. Verksamheten återupptogs 2022 med målet att återuppliva föreningens traditioner och erbjuda en plattform för studenter med militär bakgrund att nätverka och engagera sig i försvarsrelaterade frågor.  
Föreningen har historiskt sett spelat en roll i att koppla samman den akademiska världen med Försvarsmakten och har återigen tagit upp denna uppgift i modern tid. Den återupplivade föreningen strävar efter att bevara militära traditioner samtidigt som den anpassar sig till dagens behov och intressen hos sina medlemmar.

## Verksamhet
AROS i Uppsala strävar efter att stärka gemenskapen och nätverksbyggandet bland studenter med militär bakgrund vid någon av Uppsalas högskolor. Genom att regelbundet arrangera sittningar, baler, föreläsningar från försvarssektorn, sociala evenemang och andra aktiviteter syftar föreningen till att främja samhörighet och upprätthålla militärtraditioner inom den akademiska miljön. Dessutom arbetar AROS aktivt för att skapa en plattform där försvarsrelaterade frågor kan diskuteras och samarbeten kan utvecklas, både inom och utanför universitetet.

## Emblem
AROS emblem är en symbolisk representation av föreningen mellan det militära och det akademiska, två centrala element som definierar AROS identitet och verksamhet. I emblemet återfinns både ett svärd och en penna. Svärdet står för den militära disciplinen, styrkan och beslutsamheten, medan pennan symboliserar den akademiska världen med dess fokus på kunskap och intellekt. 
Emblemet bär devisen "EX: DUOBUS: MVNDIS: OPTIMUM", vilket på latin betyder "Det bästa från två världar". Denna devis reflekterar AROS filosofi att integrera och förena de bästa aspekterna från det militära och det akademiska för att skapa en starkare och mer komplett enhet.
I emblemet ingår också riksäpplet från Upplands landskapsvapen, vilket signalerar AROS starka band till sitt geografiska och kulturella ursprung. Detta riksäpple fungerar som en påminnelse om AROS historiska rötter och den stolthet som finns över att vara en del av denna tradition.
Sammanfattningsvis är AROS emblem en kraftfull symbol för institutionens dualitet och dess strävan att sammanföra olika världar: det militära och det akademiska till en harmonisk helhet.